# قاموس إيربن
قاموس إيربن هو قاموس استصدار جماعي عبر شبكة الإنترنت لكلمات وعبارات عامية تأسس في عام 1999 كمحاكاة ساخرة لموقعي: (Dictionary.com)، و(Vocabulary.com) من قبل طالب السنة الأولى هارون بيكهام. بحلول عام 2009، سجل الموقع حوالي 4 ملايين مشاركة وتلقى حوالي 2000 مشاركة جديدة يوميًا. في أبريل 2009، سجل الموقع 15 مليون زائر، بينما كان 80 في المائة من مستخدميه الشهريين أصغر من 25 عامًا. في يوليو 2009، أوضح بيكهام لصحيفة نيويورك تايمز أن قاموس إيربن ليس مثل ويكيبيديا؛ لأنه لا يعتمد مبدأ الحياد.